# John Barnard
John Barnard (ur. 4 maja 1946 roku w Wembley w Londynie) – brytyjski projektant wyścigowy.

## Życiorys
John Barnard uzyskał dyplom z Watford College of Technology, następnie zaczął tworzyć projekt przemysłowy GEC.
W 1968 roku złożył podanie o pracę w Lola na stanowisku młodszego projektanta. Został zatrudniony i zaczął projektować dla Formula Vee i SuperVee.
W 1972 roku przeniósł się do McLarena, pracował przez trzy lata z Gordonem Coppuckiem przy projekcie M16 Indycar.
W połowie 1975 roku został zatrudniony przez Parnelli Jones i poproszony o zaprojektowanie bolidu dla Formuły 1.
Pracował w Formule 1 dla McLarena, przeszedł do Ferrari. Wymyślił półautomatyczną skrzynię biegów.
Po zaprojektowaniu półautomatycznej skrzyni biegów został zatrudniony w Benettonie, gdzie zaprojektował bolid Benetton B191.
Po sporze finansowym z Benettonem zaczął pracować nad tajnym projektem Toyota F1 dla firmy TOM’s, gdy nie udało mu się tego planu zrealizować Ferrari zaproponowało mu własne studio projektowe. W połowie 1997 roku Barnard kupił FDD  od Ferrari i siedzibę B3 Technologies.
Pracował dla Arrowsa. W 1999 roku pracował jako konsultant techniczny dla Prosta oraz nadal prowadził B3 Technologies.
Po zakończeniu pracy dla Prosta, Barnard przeniósł się do sportów motocyklowych, na początku 2003 roku został dyrektorem technicznym zespołu Kenna Robertsa; MotoGP.
Jest członkiem British Racing Drivers’ Club.